# Don't Shove
Don't Shove est un film américain réalisé par Alfred J. Goulding et sorti en 1919.

## Synopsis
Harold est un des nombreux prétendants de Bebe, il gagne son cœur en battant les autres dans une compétition de patins à roulettes.

## Fiche technique
- Réalisation : Alfred J. Goulding
- Scénario : H.M. Walker
- Photographie : Walter Lundin
- Producteur : Hal Roach
- Production : Rolin Films
- Distributeur : Pathé Exchange
- Durée : 11 minutes
- Date de sortie : 31 août 1919

## Distribution

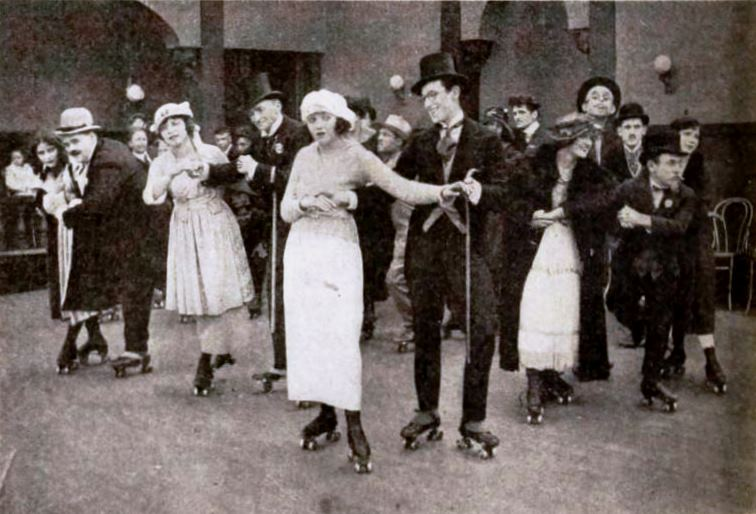
Un scène du film.

- Harold Lloyd : Harold
- Bebe Daniels : Bebe
- Bud Jamison : le rival de Harold
- Noah Young : Tough guy
- Eddie Boland
- Sammy Brooks : un invité
- Lige Conley
- Wallace Howe
- Dee Lampton :
- Marie Mosquini
- Fred C. Newmeyer
- James Parrott
- Snub Pollard
- Gus Leonard : le vieil homme